# 岩城邦規
伊達 邦規（だて くにのり）/岩城 邦規（いわき くにのり）は、江戸時代後期から幕末にかけての武士。陸奥国仙台藩一門第六席・岩谷堂伊達家11代当主。

## 生涯
享和3年（1833年）、亘理伊達氏12代当主・伊達宗恒の三男として生まれる。
文久2年（1862年）8月、叔父で岩谷堂伊達氏10代当主・伊達義隆の死去により家督を相続し、岩谷堂邑主となる。仙台藩13代藩主・伊達慶邦の偏諱を受け伊達数馬邦規と名乗った。
慶応4年（1868年）、戊辰戦争の際に藩主一門として出陣するも、仙台本藩が敗戦で知行を4分の1に削減されたことにより、代々領した岩谷堂領を没収される。明治2年（1872年）、先祖の姓である岩城氏に復姓した。
明治9年（1876年）1月2日、死去。享年44。